# Parco nazionale di Kolovesi
Il parco nazionale di Kolovesi (Koloveden kansallispuisto in finlandese) è un parco nazionale finlandese, situato nella regione del Savo meridionale a nord-est dell'isola di Linnansaari, e diviso tra i comuni di Enonkoski, Savonranta e Heinävesi.
Fondato nel 1990, comprende diverse isole coperte da pinete in uno stato di conservazione insolitamente buono. Ci sono altre colline, dirupi rocciosi, grotte e perfino pitture rupestri risalenti a 5000 anni fa.
Nelle acque del parco vive la rara foca dagli anelli di Saimaa (Pusa hispida saimensis), presente con circa una ventina di esemplari.